# UC-32号潜艇
陛下之UC-32号艇是德意志帝国海军于第一次世界大战期间建造的其中一艘UC-II型近岸布雷潜艇或称U艇。它由汉堡的伏尔铿船厂承建，于1916年8月12日新船下水，至同年9月13日交付使用。其全长49.45米，水面及水下排水量分别为400吨和480吨，艇载武器则包括三具鱼雷发射管、六具水雷滑射槽以及一门88毫米口径甲板炮。UC-32号入役后曾被部署至北海的第一潜艇区舰队，并参与了大西洋潜艇战。通过其三次巡逻，共直接或间接击沉6艘协约国或中立国商船，容积总吨累计为9083吨。1917年2月23日，UC-32号在英格兰东岸的罗克堤附近遭自身水雷引爆后沉没，造成艇内22名官兵阵亡，仅3人幸存。

## 设计
1915年秋天，由于中立国美国的干预，U艇战几乎陷入停顿，导致德国广泛开展《国际法》所允许的水雷战，从而使布雷潜艇的需求量相应增加。德意志帝国海军潜艇监察局（Inspektion des U-Bootwesens）的开发部门留意到了这一点，遂以UB-II型为基础，按照兼顾布雷效率和生产速度的要求，以41号工程的名义设计了UC-II型潜艇。为了弥补前型UC-I型的缺陷，UC-II型艇不仅更大，而且采用双轴推进系统。然而，与前型最主要的区别在于，UC-II型艇重新运用了双壳体结构。但它并非纯粹的双体潜艇，而是一种中间过渡型；因为外层没有封闭耐压壳体，而是作为鞍形水柜附在上方。
UC-32号是64艘UC-II型方案的其中一艘。这个亚型的艇体结构与UB-II型类似，但体积更大，全长为49.45米，并有3.68米的吃水深度；由于不再考虑铁路运输的装载限界，舷宽也得以增至5.22米。其水上和水下排水量分别为400吨和480吨。艇只采用两台猛狮六缸四冲程500匹公制馬力（370千瓦特）柴油机用于水面运行，以及两台460匹公制馬力（340千瓦特）的西门子-舒克特电动发电机用于水下航行；水面最高航速11.6節（21.5每小時），水下6.6節（12.2每小時）；能够在水面以7節（13每小時）航速续航9,260海里（17,150），或以4節（7.4每小時）连续在水下航行53海里（98）而无需充电。其潜没需时约为48秒，能够在50米的深度下运作。
作为布雷潜艇，UC-32号改将六具布雷滑射槽安装在艇体前部，每具储存井内的水雷数量增至3枚，即合共18枚UC200型水雷。布雷时只需将存储井底部的盖板打开，水雷便可凭借自身重量滑入水中。随着滑射槽长度增加，艇体艏楼的上层建筑被抬高，上层建筑与司令塔之间的凹陷处布置了一门88毫米30倍径速射炮作为甲板炮。但由于位置相对较低，火炮甲板在恶劣海况下很容易被涌浪淹没。此外，UC-32号还装备有三具500毫米鱼雷发射管，这极大提升了潜艇的攻击能力。其中艇艏两具外置在两侧、艇艉一具则为内置式，并可搭载合共7枚G6型鱼雷。其标准船员编制为3名军官及23名水兵。

## 历史
UC-32号是汉堡伏尔铿船厂承建的首批（UC-25至UC-33号）UC-II型潜艇的八号艇，由国家海军办公室于1915年8月29日订购，建造编号为71。它于1916年8月12日新船下水，至同年9月13日正式交付使用，随即展开海试。其首任暨唯一一任指挥官是首度担任艇长的海军中尉赫伯特·布赖尔。完成海试后，该艇于11月27日被编入驻布伦斯比特尔科格的第一潜艇区舰队服役。
在不足三个月的第一区舰队役期中，UC-32号参与了大西洋潜艇战，足迹曾抵英格兰东部的弗兰伯勒角以及蒂斯河与泰恩河河口等水域。通过其三次布雷及破交战巡逻，UC-32号合共击沉6艘协约国或中立国商船，容积总吨累计为9083吨。其中，体积最大的受害者是注册吨位为2861吨的意大利轮船阿波罗尼亚号（Apollonia）；它于1917年3月1日从米德尔斯伯勒驶往拉各斯途中，在弗兰伯勒角以东约1海里（1.9）处撞上UC-32号此前布设的水雷而沉没。
1917年2月17日，UC-32号从黑尔戈兰岛出发，前往泰恩河口巡逻，从此再未归航。它于六天后在弗兰伯勒角附近（54°55′N 1°19′W / 54.917°N 1.317°W）遭自身水雷不慎引爆后沉没，造成艇内22名官兵阵亡，仅3人幸存。

## 袭击历史摘要
| 日期           | 船名         | 船籍       | 吨位 | 结局 |
| -------------- | ------------ | ---------- | ---- | ---- |
| 1916年12月14日 | 伯恩霍普号   | 英国       | 1941 | 击沉 |
| 1916年12月20日 | 希尔达维尔号 | 英国       | 2494 | 击沉 |
| 1917年1月29日  | 埃达号       | 瑞典       | 536  | 击沉 |
| 1917年1月31日  | 艾达·邓肯号  | 英国       | 139  | 击沉 |
| 1917年2月1日   | 貂熊号       | 挪威       | 1112 | 击沉 |
| 1917年3月1日   | 阿波罗尼亚号 | 義大利王國 | 2861 | 击沉 |

## 脚注
1. 1 2 3 4  Helgason, Guðmundur. . German and Austrian U-boats of World War I - Kaiserliche Marine - Uboat.net.   [2009-02-22].
2. ↑  Tarrant，第173頁.
3. 1 2 3  Gröner 1991，第31-32頁.
4. 1 2  Helgason, Guðmundur. . German and Austrian U-boats of World War I - Kaiserliche Marine - Uboat.net.   [2015-02-16].
5. ↑  陈进，第48頁.
6. ↑  陈进，第46頁.
7. ↑  Michelsen，第48頁.
8. ↑  陈进，第165頁.
9. 1 2  NARS，第125頁.
10. 1 2  Helgason, Guðmundur. . German and Austrian U-boats of World War I - Kaiserliche Marine - Uboat.net.   [2015-02-16].
11. ↑  Helgason, Guðmundur. . German and Austrian U-boats of World War I - Kaiserliche Marine - Uboat.net.   [2022-08-29].